# Vincenzo Giustiniani
Vincenzo Giustiniani (Quios, Grècia, llavors possessió de la república de Gènova, gener de 1537 - Roma, gener de 1537), va ser un cardenal greco-italià del segle xvi. Giustiniani és membre de l'ordre dels dominics. Era oncle del cardenal Benedetto Giustiniani (1586).
Vincenzo Giustiniani va ser elegit mestre general del seu orde l'any 1558. Va exercir diverses missions delicades per al papa Pius V, sobretot la restauració del cardenal Carles Borromeo com a arquebisbe.
Pius V el nomena cardenal en el Consistori papal del 17 de maig de 1570. Giustiniani va ser abat de S. Siro a Gènova. Participa en el conclave de 1572, on és escollit Gregori XIII.